# Vusu (harcművészet)
A vusu (angolul modern wushu) vagy verseny vusu egy sport, amely a tradicionális kínai harcművészetet értelmezi újra. A wushu (kínaiul: 武术/武術; pinyin: wǔshù; szó szerinti fordításban: „harcművészet”, „katonai gyakorlatozás” vagy „kínai harci torna”) egy 1949 után a kínai állam által meghonosított kifejezés. Addig rengeteg elnevezése, összefoglaló neve volt a kínai harcművészeteknek. Ekkor jelent meg a tradicionális küzdelmi formák mellett az úgynevezett sport- vagy versenyvushu is.

## Háttér
1949 után alkották meg a Kínai Népköztársaság idején. Megalkotásának oka a harcművészet funkciójának változásában keresendő: egyre inkább használták sportként, egészségmegőrzésként és előadóművészetként mint valódi küzdelemben (ez utóbbi persze nem véletlen mivel a partizánok és egyéb ellenállók fegyvere is elsősorban a harcművészet volt s így üldözték képviselőiket, a helyreállítás során pedig amennyire lehetett kicsorbították a kínai harcművészet élét) Természetesen a beáramló nyugati sportokra való válaszként is értelmezhető, mint Kína „nemzeti sportja”. A vusu világméretű terjedését elősegítette a Nemzetközi Vusu Szövetség (IWUF) megalakulása is, mely képzések, konferenciák és kisebb versenyek mellett két évente vusu világbajnokságot rendez. Az első világbajnokság 1991-ben volt Pekingben.

## A vusu versenyek rendszere
A vusunak két kategóriája van: taolu (套路; forma gyakorlat) és sanda (散打; küzdelem).
A vusu formagyakorlatok látványos harcművészeti technikákból állnak össze melyeket elbírálása pontozással, speciális szabályok alapján történik. A formákban lévő alapgyakorlatok (állások, rúgások, ütések, egyensúlyi helyzetek, ugrások, söprések) tradicionális kínai harcművészeti stílusokon alapulnak, melyeket úgy alakítottak át, hogy az adott ágazat legjellegzetesebb vonásait tömörítsék egybe. A verseny formáknak különböző időtartama lehet: a külső stílusok 1 perc 20, a belső stílusok több mint 5 percesek is lehetnek.
A modern küzdelem is megváltozott, az emberi élet értékesebb lett mint annak előtte, már nem vérre menő játszmák voltak. Az ellenfeleknek teljes védőfelszerelésben s korlátozó szabályok közé szorítva kell versenyezniük, így a tradicionális technikák egy része (pl.: fogások a kesztyű miatt) kivitelezhetetlenné váltak.

## Taolu versenyek

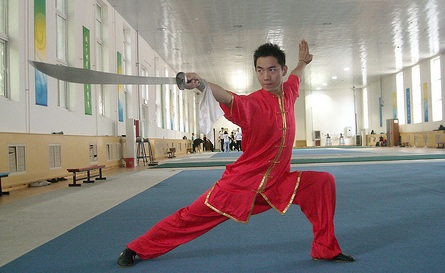
Szablya (dao) formagyakorlat

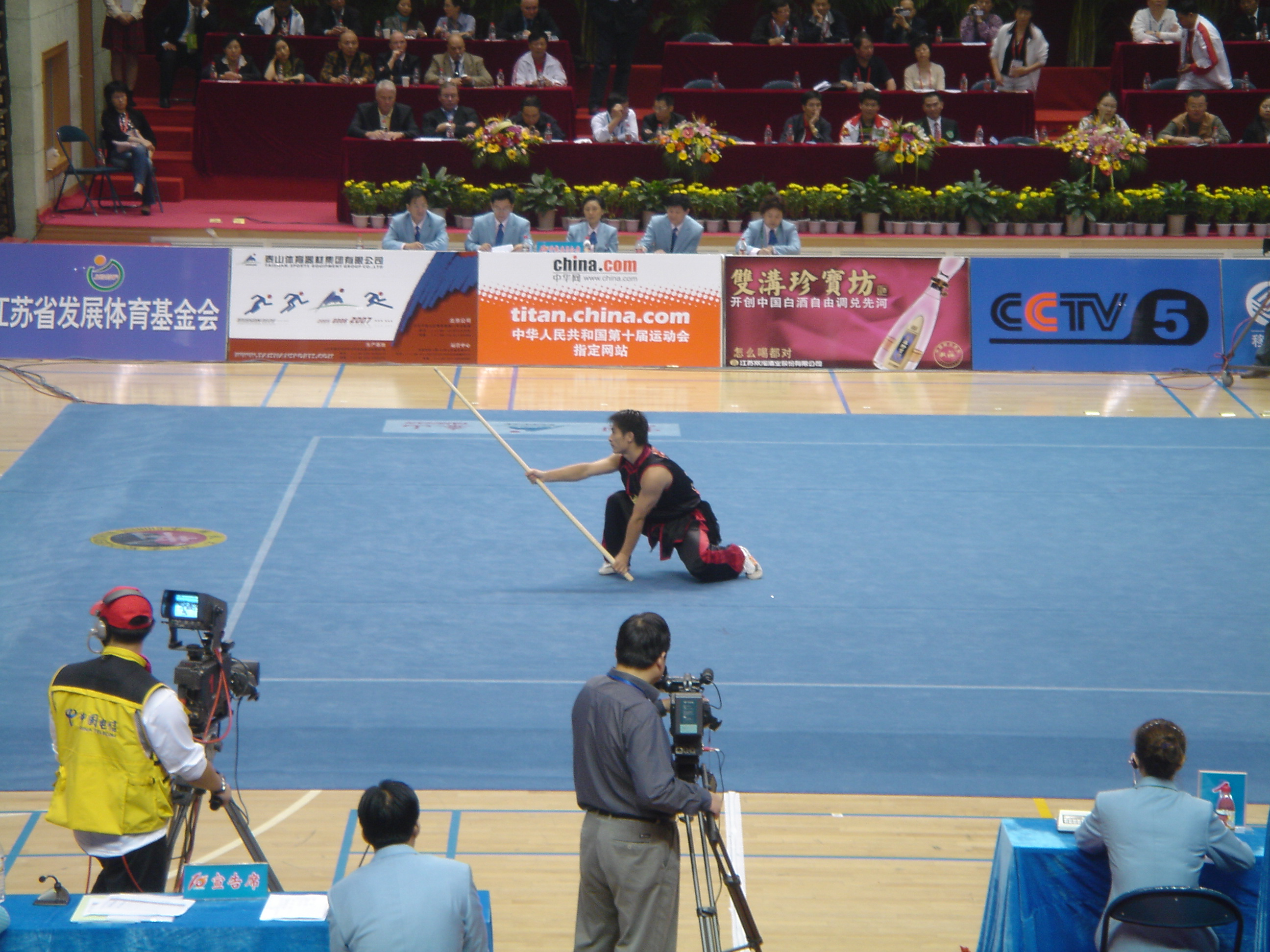
Déli bot (nangun) formagyakorlat

A vusu formagyakorlatok versenye, hasonlóan a gimnasztikához, számos különálló versenyszámból áll. Íme az alap versenyszámok, melynek többsége 1959-ben jelent meg először a pástokon:
- Pusztakezes formák:
  - 長拳 – Chang quan (hosszú ököl)
  - 南拳 – Nan quan (déli ököl)
  - 太極拳 – Taijiquan („nagy legvégső ököl”)
- Rövid fegyverek:
  - 刀 – Dao (szablya)
  - 劍 – Jian (kétélű, egyenes kard)
  - 太極劍 – Taiji jian (tajcsi kétélű, egyenes kard)
  - 南刀 – Nan dao (déli szablya)
- Hosszú fegyverek:
  - 棍 – Gun (bot)
  - 槍 – Qiang (lándzsa)
  - 南棍 – Nangun (déli bot)

Ezek a kategóriák végrehajthatók kötelező (kötött) vagy egyéni (szabad) formagyakorlatokként is a versenyeken. A kötött formák azok a gyakorlatok melyeket már előre létrehoztak a versenyzőknek, ennek eredményeképpen minden versenyző (az adott kategóriában) ugyanazt a mozgássort adja elő. A szabad formák azok a gyakorlatok melyeket a versenyző maga állít össze oktatója segítségével az erre vonatkozó szabályok alapján (bonyolultsági fok, akrobatikák száma, stb.).
A szabad gyakorlat kategóriába tartozik még országos szintű vagy annál kisebb versenyeken a páros és a csoportos gyakorlat. A páros forma, amit duilian (对练) néven is ismerünk, tulajdonképpen látványos, előre koreografált küzdelem. Fegyveres, pusztakezes és fegyver pusztakéz elleni formái léteznek. A csoportos gyakorlatban, más néven jiti (集体), egy csapat együtt adja elő a formagyakorlatot és a teljes, gördülékeny szinkron kapja a legnagyobb szerepet. Általában a csoportos kategóriában megengedik a koreográfiát kísérő (csak hangszeres) zene használatát a gyakorlat alatt. Az a szőnyeg, amit ezeknél a  csoportos formáknál használnak nagyobb mint az átlagos.
Korábban, a nemzetközi wushu versenyeken gyakrabban használták a kötött formákat, míg a magasabb szintű kínai versenyeken inkább a szabad formákat mutatták be. Akárhogy is, a 2003-as makaói vusu világbajnokság után bevezették, hogy a szabad formákban lévő nandu (难度; bonyolult mozdulatok) gyakorlatokért további bónusz pontokat adhatnak nemzetközi versenyeken.
Azok, akik támogatták az új, nagyobb bonyolultsági fokkal rendelkező nandu gyakorlatok bevezetését arra hivatkoztak, hogy ez segíti a sport fejlődését és kiteljesíti a sportolók fizikai képességeit.

### Északi külső erős forma
- Chang quan (kínaiul 长拳/長拳; szó szerint „hosszú ököl”) formagyakorlatot a nagy kiterjedésű, nyújtott mozdulatú gyakorlatokkal azonosítják mint a Cha quan (查拳), Hua quan (華拳), Hong quan (洪拳), és a Shaolin quan (少林拳), de ez a vusu forma modern stílusú mely ezeken és még egyéb más tradicionális formákon alapul. Ez az északi tartományok stílusára jellemző, külső erős formagyakorlat a leggyakrabban látható vusu forma, mely északi mivoltából adódóan elsősorban lábtechnikákat tartalmaz (söprések, rúgások, ugrórúgások és akrobatika). A chang quan az egyik legnehezebben előadható forma nagy hajlékonyságot és jó atlétikus képességeket igényel, ajánlott kicsi kortól kezdve gyakorolni.
- dao
- gun
- jian
- qiang

### Déli külső erős forma
- Nan quan (kínaiul 南拳; pinyin: Nánquán; szó szerint: "déli ököl") a Yangze folyótól délre eső tartományokból származó tradicionális stílusokból állították össze. Ilyen például a hongjiaquan (洪家拳), cailifoquan (蔡李佛拳), és a jongchunquan (詠春拳). A legtöbbjükre jellemző az erőteljes de stabil mozgás, mély állásokkal és komplikált kéz technikákkal. Ez a vusu forma modern stílus melyet az imént felsorolt és más tradicionális stílusokból állítottak össze. A nan quan tipikusan kevesebb rugalmasságot igényel és kisebb mértékű akrobatikus képességeket, mint a chang quan. Ezzel szemben nagyobb stabilitást igényel a lábakban és nagyobb energiakifejtést melyet a lábakból indulva a csípő koordinál. Ezt a formagyakorlatot 1960-ban állították össze.
- nan dao
- nan gun

### Belső erős forma (Taiji)
- Taijiquan: A Taijiquan olyan wushu stílus mely lassú, kimért, laza, nyugodt mozdulatokról ismert, talán éppen ezért gyakran az idősek "sportjának" tekintik. Ez a forma modern újraszerkesztése a tradicionális tajcsicsuan technikáknak. A Yang (楊) stílusú tajcsicsuanon alapul, de tartalmaz mozdulatokat a Csen (陳), a Wu (吳), a Wu (武), és a Szun (孫) stílusokból is. Az alap versenyforma melyet 42 lépéses taijiquannak hívunk, összetettsége miatt megkapta az összetett vagy összerakott taiji forma nevet is. A formát 1989-ben alkották.
- taiji jian

## Sanda versenyek
A vusu egy másik formája a sanda (vagy más néven sanshou), mely magában hordozza mind a modern, mind pedig a tradicionális küzdelmi technikákat, mint például a kínai box, a kínai birkózás amit shuai chiaonak nevezünk és egyéb kéz technikák mint a qin na. A sanda hasonlatos a kickboxhoz vagy a muaythaihoz, de sokkal több dobás technika van benne. Ezen kívül a sanda sajátos szabályrendszert alkalmaz, és – az előbbiekkel ellentétben – nem zárt boxringben folynak a küzdelmek, hanem nyitott, emelt páston. Ez sokkal kifinomultabbá teszi a küzdelmet, hiszen a pástról le is lehet esni (gyakran sérüléssel járhat), és a versenyzőnek nincs lehetősége a hagyományos ringet körülhatároló köteleket taktikailag felhasználni.
A sanda versenyeket gyakran együtt rendezik a formagyakorlatok versenyével. A sanda kategóriákat súly alapján határozzák meg.

## Szintrendszer
Attól függően, hogy a gyakorló hány évet és milyen aktívan foglalkotott vusuval, milyen szinten van technikailag, mennyire ismeri a sportág elméleti hátterét és erkölcsi minőségét, illetve, hogy milyen eredményei vannak a vusu nemzetközi fejlesztésében, a vusu szinteket nemzetközi gyakorlók számára kilenc rendfokozatra osztották az alábbiak szerint:
- Alapszint: 1., 2., 3. fokozat
- Középhaladó szint: 4., 5., 6. fokozat
- Haladó szint: 7., 8., 9. fokozat

## Olimpiai elismertetése
A nemzetközi szövetség hosszú ideje szeretné elfogadtatni olimpiai sportágként a vusut. A vusu felkerült arra a nyolc sportágat tartalmazó listára, melyről a Nemzetközi Olimpiai Bizottság kiválasztotta azt az új sportágat, amely szerepelhet a 2020. évi nyári olimpiai játékokon, végül azonban nem került be az engedélyezett sportágak közé. Eredetileg a 2008-as pekingi olimpián akarták szerepeltetni mint új olimpiai sportágat, azonban ez meghiúsult. Helyette az olimpiai játékokkal párhuzamosan megrendezett versenyen szerepelhettek a vusuversenyzők. A szervezet újra próbálkozik, és a 2024. évi nyári olimpiai játékokra is felterjeszti a sportágat.

## Ismert sportolók
- Jet Li: valószínűleg a legismertebb vusu (wushu) sportoló, ötszörös nemzeti bajnok, aki később a filmvásznon kamatoztatta a tehetségét.
- Vu Pin: a számos híres vusubajnokot adó Beijing Wushu Team egyik legsikeresebb oktatója, Jet Li mestere.
- Donnie Yen: kínai harcművész-színész
- Ray Park: brit harcművész-színész, Darth Maul megformálója a Csillagok háborúja I: Baljós árnyak című filmben.
- Vu Csing: kínai harcművész-színész.
- Alfred Hsing: kínai-amerikai harcművész, akciókoreográfus, vusuvilágbajnok.

## Fordítás
- Ez a szócikk részben vagy egészben  a   Wushu (sport) című angol Wikipédia-szócikk fordításán alapul.  Az eredeti cikk szerkesztőit annak laptörténete sorolja fel. Ez a jelzés csupán a megfogalmazás eredetét és a szerzői jogokat jelzi, nem szolgál a cikkben szereplő információk forrásmegjelöléseként.

## Külső hivatkozások
- Magyar Tradicionális Kungfu és Wushu Szakszövetség
- Linkgyűjtemény
- Nemzetközi Wushu Szövetség
- Európai Wushu Szövetség Archiválva 2009. december 3-i dátummal a Wayback Machine-ben
- Angol nyelvű lap a wushuról (sok videó)
- Angol nyelvű lap a wushuról (sok videó)
- Beijing Wushu Team - az egyik leghíresebb vusucsapat honlapja
- Kínai Wushu Szövetség - 中国武术协会